# Cerastium smolikanum
Cerastium smolikanum là loài thực vật có hoa thuộc họ Cẩm chướng. Loài này được Hartvig mô tả khoa học đầu tiên năm 1979.